# Bình Hiệp, Bình Sơn
Bình Hiệp là một xã thuộc huyện Bình Sơn, tỉnh Quảng Ngãi, Việt Nam.
Xã Bình Hiệp có diện tích 13,72 km², dân số năm 1999 là 5815 người, mật độ dân số đạt 424 người/km².